# Elecciones presidenciales del Perú de 1904
Las elecciones presidenciales del Perú de 1904 se realizaron el 9, 10, 11 y 12 de agosto de 1904, siendo elegido José Pardo y Barreda como presidente del Perú sin oposición alguna.
| Partido                     | Candidato            | Votos | %    |
| --------------------------- | -------------------- | ----- | ---- |
| Partido Civil               | José Pardo y Barreda | 96430 | 100% |
| Votos válidos               |                      | 96430 | 100% |
| Votos inválidos y en blanco |                      | 1289  |      |
| Total                       |                      | 97719 |      |